# Pita Ten
Pita-ten (ぴたテン) — комедийно-фантастическая манга за авторством мангаки Когэ-Домбо, выходившая с 1999 по 2003 год в журнале Dengeki Comic Gao! издательства MediaWorks и рассказывающая о жизни Хигути Котаро и стажёрах — её ангеле-хранителе и демоне-искусителе. Манга была выпущена в 8 танкобонов.
В 2002 году студия Madhouse выпустила аниме-сериал на её основе, состоящий из 26 серий.
Название «Пита тэн» (ぴたテン) является сокращением японских слов ぴたっと (тесно, вплотную) и 天使 (ангел). На русский название можно примерно перевести, как «приставучий ангел».

## Сюжет
Хигути Котаро — обычный японский школьник, ученик 6-го класса. Однажды у дверей своего дома он встретил девочку в странной одежде, которая оказалась его новой соседкой. Её звали Миша, и она была ангелом, приставленным к Котаро. Но ангелом-учеником, поэтому, вместо того, чтобы быть просто хранителем, она проявляла чрезмерно много энтузиазма, порой доставляя этим Котаро неприятности. Вскоре появилась и ещё одна девочка, на сей раз демон, Сиа. Она тоже была ученицей, и, хотя в её задачи входило, как нетрудно догадаться, искушать людей, она тоже вела себя не так, как ей было «положено по должности».

## Персонажи
Хигути Котаро (яп. 樋口 湖太郎) — Школьник, ученик 6 класса младшей школы. Живёт с отцом, однако отец постоянно занят на работе, поэтому фактически Котаро заботится о хозяйстве один. Сэйю: Миюки Савасиро
Миша (яп. 美紗) — ангел-практикант, направленный к Котаро. Хотя и ангел, часто ходит в одежде чёрного цвета, и, в отличие от обычных ангелов, может быть видима и осязаема другими людьми, как обычный человек. По характеру очень энергичная и открытая. Имеет достаточно характерный стиль речи; часто повторяет «хи-хи-хи», а предложения заканчивает на «っス» (сокращённый вариант связки です). В оригинальной манге она была хранительницей также прежней «инкарнации» Котаро, которого звали 小太郎 (читается так же, но пишется иначе), однако стала причиной его гибели; теперь она находится на испытании, и прилагает все усилия (часто чрезмерные), чтобы сделать его счастливым. Но в аниме о прошлой жизни Котаро ничего не говорится, а Миша — просто начинающий ангел. Также, в отличие от манги, где друзья Котаро не знали, что она ангел, в аниме они узнают это достаточно быстро. Сэйю: Юкари Тамура
Сиа (яп. 紫亜) — демон-практикант. Хотя и демон, часто ходит в светлой одежде, и по характеру мягкая и скромная. В отличие от Миши, сильна в готовке и других делах по хозяйству, но почти не умеет читать и писать. Её магия также довольно слаба; поначалу она пользовалась магическим жезлом, но после того, как Мишя, исцеляя Котаро ангельской силой, разрушила заодно и этот жезл, она стала ещё слабее. После этого Сиа поселилась вместе с Мишей, и стала работать в кафе «tricot». Сэйю: Юкана
Уэмацу Кобоси (яп. 植松 小星) — Одноклассница и подруга детства Котаро. Любит Котаро, Мишу рассматривает, как соперницу, стараясь его от неё оградить. На голове носит нэкомими. Сэйю: Риэ Кугимия
Оянокодзи Такаси (яп. 綾小路 天) — Друг и одноклассник Котаро. Друзья обычно называют его Тэн-тян (другое чтение иероглифа 天). Очень талантливый мальчик, на всеяпонском тестовом экзамене получил высшую оценку. Многие одноклассницы им восхищаются, хотя многие в тайне и завидуют. Испытывает симпатию к Сиа. Сэйю: Мицуки Сайга
Ния (яп. ニャー) — Чёрный кот, сопровождающий Сиа. На самом деле это демон-инструктор, чьей задачей является её обучение. В манге он бывает также в человеческом облике, но в аниме так до конца остаётся в виде кота. Сэйю: Юми Тома
Митарай Хироси (яп. 御手洗 大) — Мальчик из благородной семьи, одноклассник Котаро. Заносчивый и самоуверенный. Раньше учился в частной школе, но после того, как Такаси получил на всеяпонском экзамене оценку выше, чем у него, перевёлся в его класс. Такаси он считает своим соперником. В Мишу влюбился с первого взгляда. Имеет повышенную чувствительность к сверхъестественным вещам, поэтому сразу понял, что Миша — ангел, а Сиа — демон. По другому прочтению иероглифа имени его также называют Дай-тян. Сэйю: Мотоки Кумаи